# Chasma Boreale
Chasma Boreale est un grand canyon situé dans le Quadrangle de Mare Boreum sur Mars et centré par 83° N, 282,983° E.
Ce canyon mesure aux alentours de 560 km de long et présente des caractéristiques qui résultent de fontes saisonnières et de dépôt de glace ainsi que des dépôts de poussière provenant des  tempêtes de poussières martiennes.